# Gagfah
Die Gagfah S.A. (Eigenschreibweise GAGFAH) mit Sitz in Luxemburg ist die Dachgesellschaft für diverse deutsche Tochterunternehmen im Bereich der Immobilienwirtschaft. Hauptsitz der deutschen Tochterunternehmen ist Essen. Die Konzernzentrale befindet sich in Mülheim an der Ruhr. Das Unternehmen gehört seit dem 11. März 2015 zur Vonovia (ehemals Deutsche Annington Immobilien Gruppe).
Mit einem Bestand von 144.452 (Stand 2014) Mietwohnungen und ca. 35.000 für Dritte verwaltete Wohnungen ist Gagfah eine der größten börsennotierten Wohnungsgesellschaften in Deutschland und war Mitglied des MDAX. Mehrheitsaktionär ist Vonovia mit einem Anteil von 93,42 %. Die restlichen 6,58 % sind in Streubesitz oder werden vom Unternehmen selbst gehalten. Das Delisting der Aktien von der Frankfurter Wertpapierbörse wurde am 15. April 2015 beschlossen und am 20. November 2015 erfolgte die Einstellung des Handels.

## Geschichte

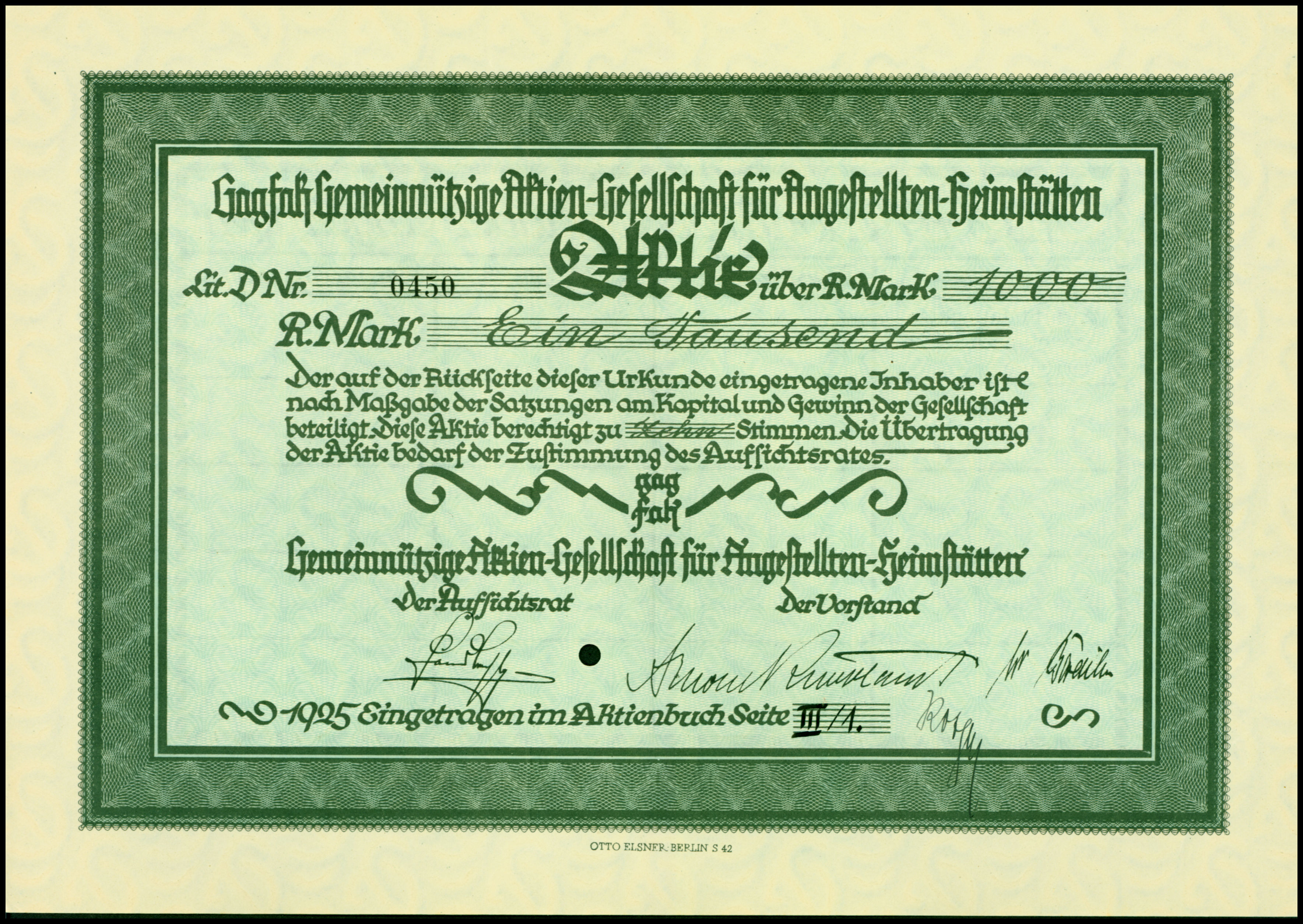
Namensaktie über 1000 RM der Gagfah – Gemeinnützige Aktien-Gesellschaft für Angestellten-Heimstätten von 1925

Die „Gemeinnützige Aktien-Gesellschaft für Angestellten-Heimstätten“ (GAGfAH) wurde im Oktober 1918 von 27 Angestelltenverbänden zum Zweck der Wohnraumversorgung für gesetzlich versicherte Angestellte in Berlin als gemeinnützige Aktiengesellschaft gegründet. Gemessen an der Kapitalbeteiligung hielt der Deutschnationale Handlungsgehilfen-Verband zum Zeitpunkt der Gründung die höchsten Anteile. Im Jahre 1920 waren bereits 1.060 Heimstätten im Bau, darunter 925 Einfamilienhäuser. In den Jahren von 1924 bis 1956 war der Architekt Arnold Knoblauch Vorstandsvorsitzender.
Nach der Machtübernahme durch das NS-Regime im Jahr 1933 und dem Verbot der Gewerkschaften ging die Gagfah in den Besitz der Deutschen Arbeitsfront über. Sie verkaufte die Gesellschaft Mitte der 1930er Jahre an die Reichsversicherungsanstalt für Angestellte. Nach dem Zweiten Weltkrieg scheiterten alle Versuche der Angestelltengewerkschaften, im Zuge der Restitution von beschlagnahmten Gewerkschaftsvermögen die Gesellschaft zurückzuerhalten. In der Rechtsnachfolge wurde die Gagfah von der Bundesversicherungsanstalt für Angestellte (BfA) übernommen. Infolge des Gesetzes zur Überführung der Wohnungsgemeinnützigkeit in den allgemeinen Wohnungsmarkt vom 25. Juli 1988 wurde der Gagfah mit Wirkung zum 1. Januar 1990 die Gemeinnützigkeit aberkannt.
Im Juli 2004 verkaufte die BfA ihre in der Gagfah gebündelten 81.000 Wohnungen (an 147 verschiedenen Standorten in Deutschland, davon allein rund 24.000 in Berlin) an das US-amerikanische Unternehmen Fortress zum Preis von rund 3,5 Milliarden Euro. Dies entsprach einem durchschnittlichen Preis von 43.000 Euro je Wohnung. Zu diesem Zeitpunkt beliefen sich die Verbindlichkeiten bereits auf 1,6 Milliarden Euro.
Im Juli 2005 folgte die Integration der NILEG Immobilien Holding aus Hannover. Bei einem Kaufpreis von rund 1,5 Milliarden Euro wechselten knapp 28.000 Wohnungen den Besitzer.
Im April 2006 wurde die WOBA Dresden mit ca. 48.000 Wohnungen und ca. 1320 Gewerbeeinheiten übernommen. Mit Wirkung zum 1. August 2006 wurde Burkhard Ulrich Drescher, einst Oberbürgermeister der Stadt Oberhausen, zum Vorsitzenden der Geschäftsführung der Gagfah sowie zum Mitglied des Verwaltungsrates ernannt.
Für den Börsengang wurde das Unternehmen in eine Aktiengesellschaft nach luxemburgischem Recht umgewandelt (Société Anonyme). Während des Börsenganges (IPO) lief die Zeichnungsfrist vom 10. bis 18. Oktober 2006 bei einer Bookbuilding-Spanne von 17 bis 19 Euro. Die Erstnotiz erfolgte am 19. Oktober 2006 zu einem Eröffnungskurs von 19 Euro.
Im Mai 2007 kaufte die Gagfah für 80,7 Millionen Euro weitere 920 Wohnungen und 71 Gewerbeobjekte, darunter rund 500 Wohnungen aus einem Paketverkauf der VGH Versicherungen, die dadurch Bestände der Landschaftlichen Brandkasse auflöste.
Mit Wirkung zum 7. April 2009 übernahm William Joseph Brennan den Posten Dreschers als Geschäftsführer der jeweiligen Gesellschaften des Konzerns.
Laut Meldung vom 28. März 2012 wurde Brennan durch den bisherigen Chief Financial Officer (CFO) Stephen Charlton auf dem Chefposten abgelöst.
Mit Pressemitteilung vom 22. März 2013 wurde kommuniziert, dass Thomas Zinnöcker neuer CEO der Gagfah Group wird. Zinnöcker habe eine umfangreiche Erfolgsbilanz in der deutschen Immobilienwirtschaftung aufzuweisen und werde den Fokus der Gagfah wieder verstärkt auf das Kerngeschäft legen, namentlich auf das Management, den Erwerb und den Verkauf von Wohnimmobilien in Deutschland. Zinnöcker kündigte zudem bei einer Pressekonferenz im Mai 2013 Verbesserungen für viele Mieter an.
Die knapp 38.000 Wohnungen der WOBA Dresden, die die Gagfah Group übernahm, sollten wieder verkauft werden. Dieser Verkauf sollte wegen hoher Schulden und Geldnot der Gagfah zustande kommen. Die Konzernspitze teilte mit, dass im ersten Halbjahr 2012 wieder schwarze Zahlen geschrieben wurden, der Gewinn betrug 14,8 Millionen Euro. Am 5. Februar 2013 wurde bekanntgegeben, dass der Verkaufsprozess beendet wurde und die Gagfah Group Eigentümer und Verwalter der Wohnungen in Dresden bleibt. Zudem wurde die Entscheidung verkündet, dass der Kredit für das WOBA-Portfolio in Höhe von etwa 1 Mrd. Euro refinanziert werden soll. Am 20. Februar 2013 wurde via Pressemitteilung der Gagfah S.A. veröffentlicht, dass die Gagfah Group die WOBA Finanzierung über 1,06 Mrd. Euro mit der Bank of America Merrill Lynch erfolgreich abgeschlossen hat.
Am 26. September 2013 wurde die Pressestelle der Gagfah für ein hervorragendes Beispiel an Krisenkommunikation mit dem „Goldenen Apfel“ ausgezeichnet.
Am 10. Juni 2014 hat Fortress die letzten GAGFAH-S.A.-Aktien verkauft und ist somit nach zehn Jahren aus dem Geschäft der GAGFAH ausgestiegen.
Im Dezember 2014 wurde bekannt gegeben, dass Gagfah von der Deutschen Annington für 3,9 Mrd. Euro übernommen werden soll. Unter dem neuen Namen Vonovia ist das Unternehmen der größte private Vermieter Deutschlands.

## Geschäftstätigkeit
Im Jahr 2014 befanden sich Mietwohnungen mit einer Gesamtwohnfläche von ca. 8.760.500 m² im Eigentum des Unternehmens. Der Großteil des Gebäudebestandes wurde zwischen 1950 und 1979 errichtet. Die durchschnittliche Mietdauer liegt bei knapp elf Jahren. Die Vermietungsquote beträgt fast 96 %. Das Portfolio enthält Immobilien in über 350 Städten und Standorten in ganz Deutschland. Größte Standorte waren am 31. Dezember 2014 Dresden (36.896 Wohnungen), Berlin (15.098 Wohnungen) und Hamburg (9.036 Wohnungen).

## Kritik
Wie das Unternehmen in seiner Selbstdarstellung ausdrücklich hervorhebt, werden Mieterschutzregeln in sogenannten „Sozial-Chartas“ festgeschrieben. Nach Einschätzung des Deutschen Mieterbunds gehen diese Sozialchartas jedoch nicht über den gesetzlichen Mieterschutz nach BGB hinaus. Kritiker werfen der Unternehmenspolitik vor, nur an kurzfristigem Erlös durch Verkauf interessiert zu sein und die Wohnungen zu vernachlässigen. Die Stadt Dresden hatte Ende März 2011 beschlossen, Klage wegen Aushebelung der „Sozial-Chartas“ bezüglich der 2006 von der stadteigenen Wohnungsbaugesellschaft erworbenen Immobilien zu erheben und einen Schadenersatz in Höhe von 1,06 Mrd. Euro zu fordern. Im März 2012 haben sich die Gagfah und die Stadt Dresden auf einen Vergleich geeinigt, der der Gagfah weitreichende Verpflichtungen auferlegt. Im Gegenzug werden sämtliche Verfahren fallengelassen. Der Dresdner Stadtrat hat der Vergleichsvereinbarung zugestimmt.
Gagfah-Chef William Joseph Brennan hatte Anfang Februar 2011 Aktien für 4,7 Millionen Euro verkauft, rund vier Wochen vor Bekanntwerden der Klage der Stadt Dresden gegen das Unternehmen. Daraufhin erfolgte eine Untersuchung durch die Bafin wegen Verdacht des Insiderhandels. Im Oktober 2011 wurde gegen fünf Personen entsprechende Anzeige erstattet.
Im Hamburger Korallusviertel regt sich seit einigen Jahren Widerstand seitens der Mieter gegen die Verwahrlosungspolitik der Gagfah, der in Demonstrationen und Kundgebungen vor der Gagfah-Zentrale gipfelte. Der Putz und Steine bröckelten von den Fassaden und Schimmel sei zum Normalfall in den Wohnungen geworden.